# Provincia de Lunda Sur
Lunda Sur (en portugués angoleño: Lunda Sul) es una de las veintiún provincias en que se encuentra dividida administrativamente Angola. Su capital es Saurimo. Otros municipios son Cacolo, Dala y Muconda. 
Tiene un área de 77.637 km², una población de 523 596 habitantes, y una densidad poblacional de 67.44 habitantes por cada km². En julio de 1991 contaba con solo 155 000 habitantes.
La provincia es una importante productora de diamantes.

## Municipios con población estimada en julio de 2018
- Cacolo 36,185
- Dala 34,025
- Muconda 37,737
- Saurimo 501,904